# Csor
A csor régi türk méltóságnév. Amikor a nyugati türkök 635 körül átszervezték törzseiket, számukat nyolcról tízre emelték, két szárnyra (5-5) osztva őket, akkor a keleti, azaz balszárny törzseit egy-egy csor vezette, míg a nyugati azaz jobbszárnyat egy-egy erkin.
A besenyők törzsnevei között is előfordul csur alakban, akik törzsneveiket egy-egy lószínnév és egy-egy méltóságnév összekapcsolásával hozták létre.
Az Augsburgnál 955-ben meghalt Súr vezér neve is ebből a méltóságnévből ered.
A Csór nemzetség nevéről is feltételezhető, hogy egy személynéven keresztül erre a méltóságnévre megy vissza.